# Годой-Крус (футбольный клуб)
«Годой-Крус» (полное название — «Годо́й-Крус Анто́нио То́мба», исп. Club Deportivo Godoy Cruz Antonio Tomba) — аргентинский футбольный клуб из города Годой-Крус в провинции Мендоса. По итогам сезона 2007/2008 клуб добился права участвовать в Примере А Аргентины.

## История
Клуб «Спортиво Годой-Крус» (Sportivo Godoy Cruz) был основан 21 июня 1921 года. 25 апреля 1930 он объединился с командой «Депортиво Бодега Антонио Томба» (Deportivo Bodega Antonio Tomba) и получил нынешнее название.
В 2006 году «Годой-Крус» пробился в Примеру Аргентины через стыковые матчи против «Нуэва Чикаго». Продержался клуб там всего один сезон, вернувшись во Второй Дивизион, однако, заняв в сезоне 2007/08 второе место, вновь добился права играть в аргентинском элитарном дивизионе.
В 2011 году «Годой-Крус» дебютировал в розыгрыше Кубка Либертадорес. Команда попала в «группу смерти» к трём бывшим обладателям трофея — ЛДУ Кито, «Пеньяролю» и «Индепендьенте». Команда из Мендосы, несмотря на четвёртое занятое в таблице место, набрала семь очков, на два отстав от «Пеньяроля» и на три — от ЛДУ.
В том же году команда дебютировала в Южноамериканском кубке. На первой стадии «Годой-Крус» прошёл «Ланус» (2:2; 0:0) благодаря большему числу забитых в гостях голов, а в 1/8 финала уступил в серии пенальти перуанскому «Университарио» (1:1; 1:1, пен. 2:3).
В 2012 году «Годой-Крус» занял третье место в своей группе Кубка Либертадорес. В 2014 году команда во второй раз сыграла и в Южноамериканском кубке, уступив уже на предварительной стадии будущему победителю турнира «Ривер Плейту». По итогам чемпионата Аргентины 2016 года команда заняла 4-е место, уступив в матче за третье место «Эстудиантесу», и вновь получила путёвку в Кубок Либертадорес.

## Стадион
Стадион команды, «Мальвинас Архентинас», изначально назывался «Сьюдад де Мендоса» (город Годой-Крус входит в агломерацию большой Мендосы) и принимал матчи чемпионата мира 1978 года. После аргентино-британской войны был переименован в честь Мальвинских островов, которые Аргентина считает своей территорией. «Мальвинас Архентинас» расположен недалеко от железной дороги, за что команда получила прозвище El Expreso (Экспресс).

## Достижения
- Вице-чемпион Аргентины (1): 2017/18
- Третий призёр чемпионата Аргентины (2): Клаусура 2010, Клаусура 2011
- Участник Кубка Либертадорес (4): 2011, 2012, 2017, 2019
- Участник Южноамериканского кубка (3): 2011, 2014